# Передповний клас функцій алгебри логіки
Передповний клас функцій алгебри логіки (клас Поста) — замкнений клас функцій алгебри логіки, замикання об'єднання цього класу з довільною функцією алгебри логіки (яка йому не належить) утворює повний клас функцій алгебри логіки — {\displaystyle P_{2}}.
Всього є 5 класів:
- клас функцій, що зберігають константу 0:
{\displaystyle T_{0}=\left\{f(x_{1},\dots ,x_{n}):\ f(0,\dots ,0)=0\right\}}.
- клас функцій, що зберігають константу 1:
{\displaystyle T_{1}=\left\{f(x_{1},\dots ,x_{n}):\ f(1,\dots ,1)=1\right\}}.
- клас самодвоїстих функцій:
{\displaystyle S=\left\{f(x_{1},\dots ,x_{n}):\ f({\overline {x_{1}}},\dots ,{\overline {x_{n}}})={\overline {f(x_{1},\dots ,x_{n})}}\right\}}.
- клас монотоних функцій:
{\displaystyle M=\left\{f(x_{1},\dots ,x_{n}):\ \forall i(a_{i}\leq b_{i})\Rightarrow f(a_{1},\dots ,a_{n})\leq f(b_{1},\dots ,b_{n})\right\}}.
- клас лінійних функцій:
{\displaystyle L=\left\{f(x_{1},\dots ,x_{n}):\ f(x_{1},\dots ,x_{n})=a_{0}\oplus a_{1}x_{1}\oplus \dots \oplus a_{n}x_{n},\;a_{i}\in \{0,1\}\right\}}.

Довільний замкнутий клас, відмінний від {\displaystyle P_{2}}, повністю міститься хоча б в одному передповному класі.

## Приклади
Приклади належності булевих функцій до класів.
|                        | Хиба {\displaystyle \bot } | Істина {\displaystyle \top } | Заперечення, NOT {\displaystyle \lnot A} | Кон'юнкція, AND {\displaystyle A\land B} | Диз'юнкція, OR {\displaystyle A\lor B} | Виключна диз'юнкція, XOR {\displaystyle A\oplus B} | Еквівалентність, XNOR {\displaystyle \ A\leftrightarrow B} | Імплікація {\displaystyle \ A\rightarrow B} | Неімплікація {\displaystyle \ A\not \rightarrow B} | Штрих Шефера, NAND {\displaystyle \ A\|B} | Стрілка Пірса, NOR {\displaystyle \ A\downarrow B} |
| ---------------------- | -------------------------- | ---------------------------- | ---------------------------------------- | ---------------------------------------- | -------------------------------------- | -------------------------------------------------- | ---------------------------------------------------------- | ------------------------------------------- | -------------------------------------------------- | ----------------------------------------- | -------------------------------------------------- |
| {\displaystyle ~T_{0}} | •                          |                              |                                          | •                                        | •                                      | •                                                  |                                                            |                                             | •                                                  |                                           |                                                    |
| {\displaystyle ~T_{1}} |                            | •                            |                                          | •                                        | •                                      |                                                    | •                                                          | •                                           |                                                    |                                           |                                                    |
| {\displaystyle ~S}     |                            |                              | •                                        |                                          |                                        |                                                    |                                                            |                                             |                                                    |                                           |                                                    |
| {\displaystyle ~M}     | •                          | •                            |                                          | •                                        | •                                      |                                                    |                                                            |                                             |                                                    |                                           |                                                    |
| {\displaystyle ~L}     | •                          | •                            | •                                        |                                          |                                        | •                                                  | •                                                          |                                             |                                                    |                                           |                                                    |

Щоб вибрати функціонально повну систему функцій потрібно, щоб таблиця з їхніх стовпців в кожному рядку містила хоча б одну порожню клітинку.
Щоб вибрати базис для класу потрібно, щоб таблиця з їхніх стовпців в кожному рядку (крім рядка цього класу) містила хоча б одну порожню клітинку. 

...
В багатозначній логіці ще немає повного опису передповних класів.

## Дивись також
- Решітка Поста